# The Miles Davis Story
The Miles Davis Story é um documentário britânico de 2001 dirigido por Mike Dibb que investiga a vida da lenda do jazz Miles Davis.

## Sinopse
O documentário “The Miles Davis Story” realizado originalmente pelo canal inglês de televisão Channel 4 contem entrevistas raras de Miles Davis, de sua família e de músicos célebres, e oferece um acesso privilegiado à história e ao mundo do artista.

## Prêmios e indicações
- Emmy Internacional 2001
  - Melhor Documentário de Artes (venceu)[2]